# Tại sao tôi viết Tiến quân ca
Tại sao tôi viết Tiến quân ca là một bài viết hồi ký thuật lại lý do và quá trình nhạc sĩ Văn Cao sáng tác ca khúc Tiến quân ca, không lâu sau đó được Hồ Chí Minh chọn làm bản quốc ca của nước Việt Nam độc lập tự chủ kể từ sau Cách mạng tháng Tám. Nhà hoạt động chính trị của Việt Minh là Vũ Quý là người có ảnh hưởng đáng kể đến phương hướng sáng tác của Văn Cao kể từ sau năm 1945, bao gồm việc sáng tác Tiến quân ca.

## Một số câu nói đáng nhớ của Văn Cao trong bài viết
- Tôi chưa được cầm một khẩu súng, chưa được gia nhập một đội vũ trang nào. Tôi chỉ đang làm một bài hát. Tôi chưa được biết chiến khu, chỉ biết những con đường phố Ga, đường Hàng Bông, đường Bờ Hồ theo thói quen tôi đi. Tôi chưa gặp các chiến sĩ cách mạng của chúng ta trong khóa quân chính đầu tiên ấy. Và tôi biết họ đang hát như thế nào. Ở đây tôi đang nghĩ cách viết một bài hát thật giản dị cho họ hát được.
- Tôi đang chờ nhận một khẩu súng và được tham gia vào đội vũ trang. Tôi đang chuẩn bị làm bài hát. Thật khó nghĩ tới nghệ thuật lúc này. Tôi đi mãi tới khi đèn các phố bật sáng. Bên một gốc cây, bóng mấy người đói khổ trần truồng, những bộ xương khô đét loang trên mặt hồ lạnh. Họ đang đun một thứ gì trong một ống sữa bò. Ngọn lửa tím sẫm bập bùng trong những hốc mắt. Có một đứa bé gái, nó khoảng lên ba, tôi ngờ như đã gặp cháu tôi. Đôi mắt nó giống như mắt mèo con. Cháu bé không có mảnh vải che thân. Nó ngồi ở xa nhìn mấy người lớn sưởi lửa. Hình như nó không phải là con cái số người đó. Hình như nó là đứa trẻ lạc, cũng không phải cháu tôi. Nó đã chết thật rồi. Có thể nó đã nằm trong đám người chết đói dọc đường Nam Định, Hải Phòng. Tôi bỗng trào nước mắt và quay đi. Đêm ấy về căn gác, tôi đã viết được nét nhạc đầu tiên của bài “Tiến quân ca”. Bài hát được làm ra trong thời gian không biết bao nhiêu ngày tại căn gác hẹp ở số 45 Nguyễn Thượng Hiền bên một cái cửa sổ nhìn sang căn nhà hai tầng, mấy làn cây và một khoảng trời xám…